# Haroldius discoidalis
Haroldius discoidalis är en skalbaggsart som beskrevs av Renaud Maurice Adrien Paulian 1993. Haroldius discoidalis ingår i släktet Haroldius och familjen bladhorningar. Inga underarter finns listade i Catalogue of Life.